# 阿久津浩三
阿久津 浩三（あくつ こうぞう、1960年11月11日 - ）は日本の陸上競技選手（長距離走）。栃木県那須町出身。
日立工業専修学校から日立製作所に進む。日立時代は目立った実績を残せなかった。限界を感じていたところに、知り合いの指導者から地元に戻ってくることを勧められ、病院職員として勤務しながらトレーニングを続けた。このトレーニングが功を奏して記録が向上した。
1985年のアジア陸上競技選手権大会（ジャカルタ）では5000メートル (m)に14分22秒11のタイムで優勝。1987年の日本陸上競技選手権大会10000mに優勝し、同年の世界陸上競技選手権大会（ローマ）の代表となった（本番では20位）。1988年5月の東京国際陸上10000mでは27分46秒16の自己ベストで五輪標準記録を突破、ソウルオリンピックの代表に選ばれた。オリンピック本番では決勝に進出し、出場した日本人では最高の14位（28分09秒70）であった。1994年の福岡国際マラソンでは2時間11分31秒の記録で6位に入賞している。
その後競技の第一線からは退いたが、2008年当時は地元の大田原マラソンの10kmロードなどに参加し、ランナーとしての活動を続けていた。2019年時点では栃木県の駅伝大会にスタッフとしてかかわり、「トレーニングを再開して、ランナーとして出場したいという野望」も持っていると述べている。

## マラソン全成績
1. 1985年東京国際マラソン 2時間41分08秒　 70位
2. 1986年福岡国際マラソン 2時間17分26秒　 30位
3. 1991年大田原マラソン 2時間18分28秒 優勝
4. 1992年東京国際マラソン 2時間15分40秒　 15位
5. 1993年福岡国際マラソン 途中棄権
6. 1994年福岡国際　2時間11分31秒　6位（生涯自己記録）
7. 1995年 陸上ワールドカップアテネ大会 2時間25分49秒　 46位
8. 1996年東京国際マラソン 2時間17分43秒　 26位
9. 2001年ホノルルマラソン 2時間54分05秒　 64位